# Prometi
El prometi és un element químic de la taula periòdica, el símbol del qual és Pm i el seu nombre atòmic és 61, i pertany al grup dels lantanoides. Tots els seus isòtops són radioactius. El prometi és un dels dos elements radioactius que a la taula periòdica els precedeixen i els segueixen elements amb isòtops estables, l'altre és el tecneci. El prometi només mostra un estat d'oxidació estable de +3.

## Història
El 1902, el químic txec Bohuslav Brauner (1855-1935), sobre la base de la llei periòdica de Dmitri Mendeléiev, suggerí que hi havia un element aleshores desconegut, amb propietats intermèdies entre les dels elements coneguts neodimi i samari. Així ho confirmà el 1914 el físic anglès Henry Moseley (1887-1915), que, després d'haver mesurat els nombres atòmics de tots els elements aleshores coneguts, trobà que el neodimi i el samari tenien nombres atòmics 60 i 62, respectivament, i que faltava l'element de nombre atòmic 61.

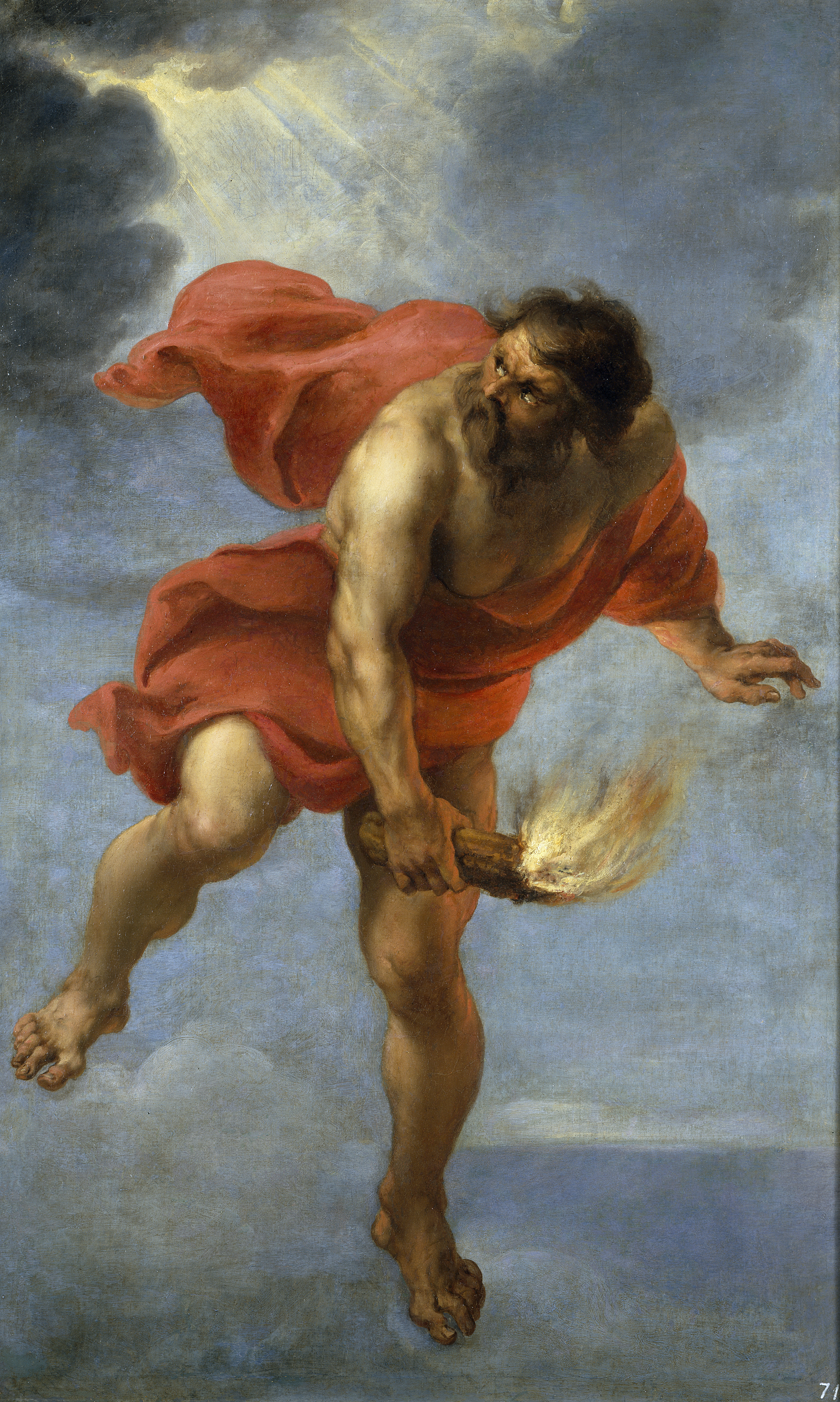
El tità Prometeu duent el foc als humans. Jan Cossiers (1637).

El 1926, dos grups (un italià i un americà) afirmaren d'haver aïllat una mostra de l'element 61; ambdós «descobriments» aviat es demostraren falsos. El 1938, durant un experiment nuclear fet a la Universitat Estatal d'Ohio, es produïren uns quants núclids radioactius que, certament, no eren radionúclids del neodimi ni del samari, però no pogueren aportar cap prova química que corresponien a l'element 61 i el descobriment no fou reconegut. Finalment, el prometi fou produït i caracteritzat per primera vegada al Laboratori Nacional d'Oak Ridge el 1945 pels químics estatunidencs Jacob A. Marinsky (1908-2005), Lawrence E. Glendenin (1918-2008) i Charles D. Coryell (1912-1971), per mitjà de la separació i l'anàlisi dels productes de fissió del combustible d'urani irradiats en un reactor de grafit. Els resultats no foren publicats fins al 1947 perquè les investigacions eren secret militar durant la II Guerra Mundial. Tot i això, una mostra del metall només s'obtingué el 1963.
Els descobridors proposaren el nom de «prometeu», derivat de Prometeu, el tità de la mitologia grega, que robà el foc del Mont Olimp i el donà als humans, per simbolitzar «l'atreviment i el possible mal ús de la ciència per part de la humanitat». L'any 1950, la Comissió Internacional de Balanceig Atòmic assignà a l'element de Z = 61 el seu nom modern «prometi», mentre que tots els noms antics com illini, florenci, cicloni i prometeu foren rebutjats.
El 1974 s'aconseguí produir prometi metàl·lic a partir de l'òxid de prometi {\displaystyle {\ce {Pm2O3}}}per reducció amb tori metàl·lic a 1 600 °C, seguida d'una destil·lació del prometi dins d'un recipient de quars.

## Obtenció
El prometi és extremadament rar, amb aproximadament entre 500 i 600 g de manera natural en tota l'escorça terrestre. Hi ha dues possibles fonts per al prometi natural: una desintegració radioactiva molt poc probable de l'europi 151 natural que produeix prometi 147 i com a isòtop producte de la poc probable fissió espontània de l'urani (diversos isòtops).

Percentatges dels productes de fissió d'U-233, U-235 i Pu-239 representats en funció del nombre màssic. Els isòtops Pm-147 i Pm-149 estan a la part baixa de la branca descendent de la dreta.

Com que el prometi natural és extremadament rar, se sintetitza típicament bombardejant urani 235 amb neutrons tèrmics. Com a producte de la fissió de l'urani 235 s'obté una mescla d'isòtops, entre els quals hi ha el prometi 147. El rendiment és només del 2,25 %, això és s'obtenen 2,25 àtoms de prometi 147 per cada 100 fissions de l'urani 235. També s'obté prometi 149, però el rendiment és encara més baix, de l'1,08 %. Aquests isòtops, després, s'han de separar de la resta d'isòtops d'altres elements que també es produeixen al mateix temps. La fissió nuclear que produeix el prometi 147 genera també un isòtop de gal·li, segons la reacció:
{\displaystyle {\ce {_92^235 U + _0^1 n -> _92^236 U -> _61^147 Pm + _31^86 Ga + 3 _0^1n}}}

## Propietats

### Propietats físiques
El prometi és un metall de densitat 7,26 g/cm³, punt de fusió 1 042 °C i punt d'ebullició calculat de 3 000 °C. Un àtom de prometi té 61 electrons, disposats en la configuració electrònica [Xe] 4f⁵6s². En formar compostos, l'àtom perd els seus dos electrons més exteriors i un dels electrons 4f. El radi atòmic de l'element, 183 pm, és el segon més gran de tots els lantanoides, però només és lleugerament superior als dels elements veïns. És l'excepció més notable de la tendència general de la contracció dels àtoms dels lantanoides amb l'augment del seu nombre atòmic.

Moltes propietats del prometi depenen de la seva posició entre els lantanoides i són intermèdies entre les del neodimi i les del samari. Per exemple, el punt de fusió, les tres primeres energies d'ionització i l'energia d'hidratació són majors que les del neodimi i inferiors a les del samari; de la mateixa manera, l'estimació del punt d'ebullició, radi iònic del {\displaystyle {\ce {Pm^{3+}}}} i entalpia de formació estàndard de gas monatòmic és més gran que la del samari i menor que la del neodimi.

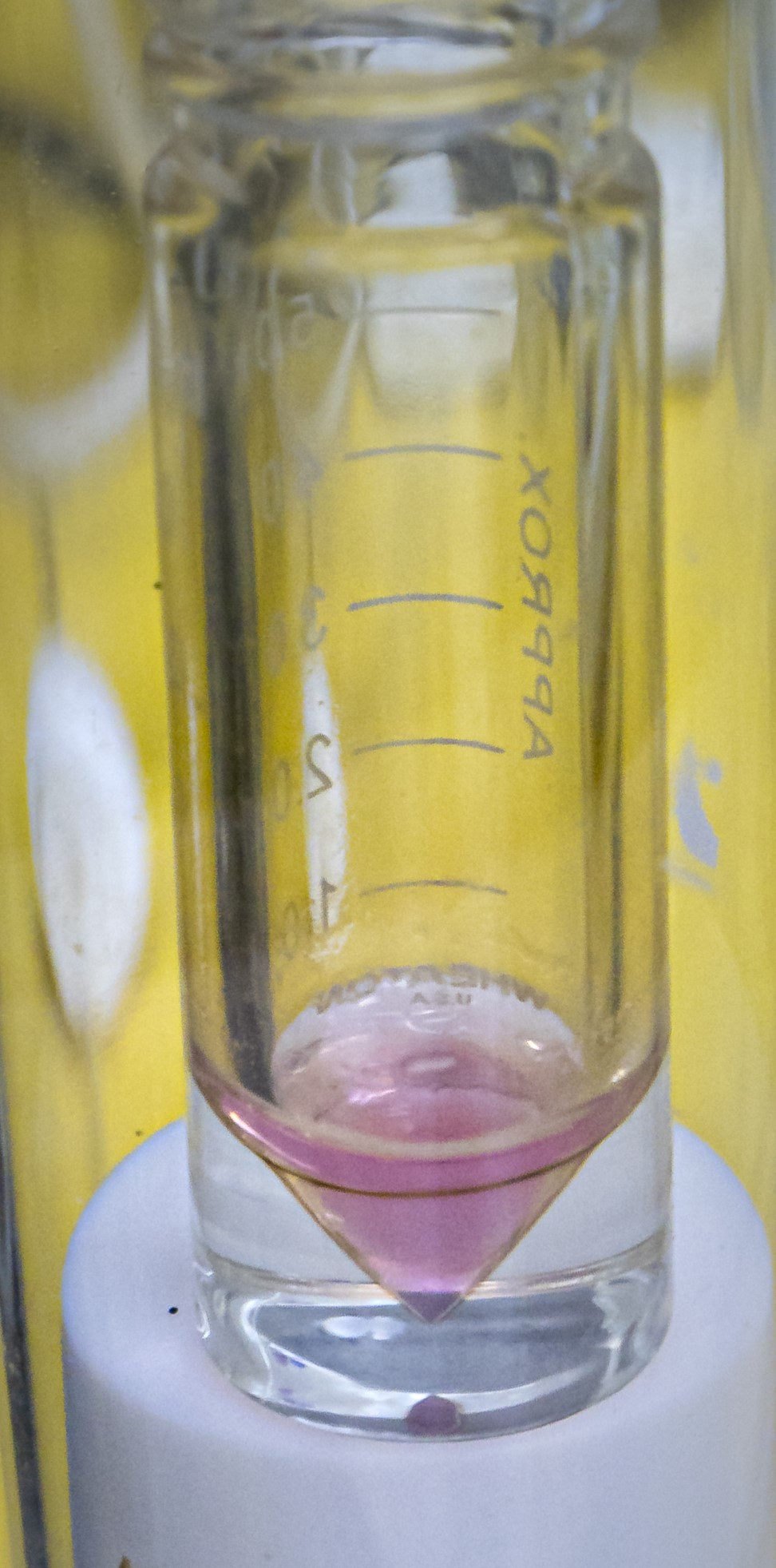
Dissolució d'una sal de Pm^{3+}.

### Propietats químiques
El prometi pertany al grup dels lantanoides i químicament és molt similar als elements veïns. A causa de la seva inestabilitat, els estudis químics sobre el prometi són incomplets. Tot i que s'han sintetitzat uns quants compostos, no estan completament estudiats; en general, solen ser de color rosat o vermell. El tractament de solucions àcides que contenen ions {\displaystyle {\ce {Pm^{3+}}}} amb amoníac es tradueix en un sediment gelatinós d'hidròxid de prometi, marró clar, {\displaystyle {\ce {Pm(OH)3}}}, insoluble en aigua. Quan es dissol en àcid clorhídric, es produeix el clorur, groc i soluble en aigua, {\displaystyle {\ce {PmCl3}}}; de la mateixa manera, quan es dissol en àcid nítric, es produeix el nitrat, {\displaystyle {\ce {Pm(NO3)3}}}. Aquest últim també és ben soluble; quan s'asseca, forma cristalls rosats, similars al nitrat de neodimi {\displaystyle {\ce {Nd(NO3)3}}}. La configuració d'electrons per a {\displaystyle {\ce {Pm^{3+}}}} és [Xe] 4f4, i el color de l'ió és de color de rosa. El símbol del terme fonamental és ⁵I₄. El sulfat és lleugerament soluble, com els altres sulfats dels lantanoides.

## Isòtops
Tots els isòtops del prometi són inestables; el que té un període de semidesintegració major és el prometi 145 (17,7 a). Es coneixen un total de 38 isòtops radioactius de prometi. Els seus nombres màssics van des del 126 al 163. L'isòtop menys estable, el prometi 128, té un període de semidesintegració d'un segon. A causa dels curts períodes de semidesintegració dels seus isòtops, qualsevol isòtop de prometi que pugui resultar de la fissió espontània d'urani en els minerals d'urani es produiria en concentracions infinitesimals i no seria detectable. Els primers núclids, del prometi 126 al prometi 142 es desintegren per emissió d'una partícula β+; els següents, fins al prometi 146, ho fan per captura electrònica; i a partir del prometi 147 les desintegracions són β–, com la del prometi 147 que decau en samari 147:
{\displaystyle {\ce {_61^147Pm -> _62^147 Sm + _{-1}^0 e}}}

## Aplicacions

### Recerca
La major part del prometi s'utilitza només per a propòsits de recerca, excepte el prometi 147, que es pot trobar fora de laboratoris. S'obté com a òxid o clorur en quantitats de mil·ligrams. Aquest isòtop no emet raigs gamma, es desintegra per emissió de radiació β– en samari 147. La seva radiació té una profunditat de penetració relativament petita en la matèria i un període de semidesintegració relativament llarg (2,62 a).

### Pintures lluminoses

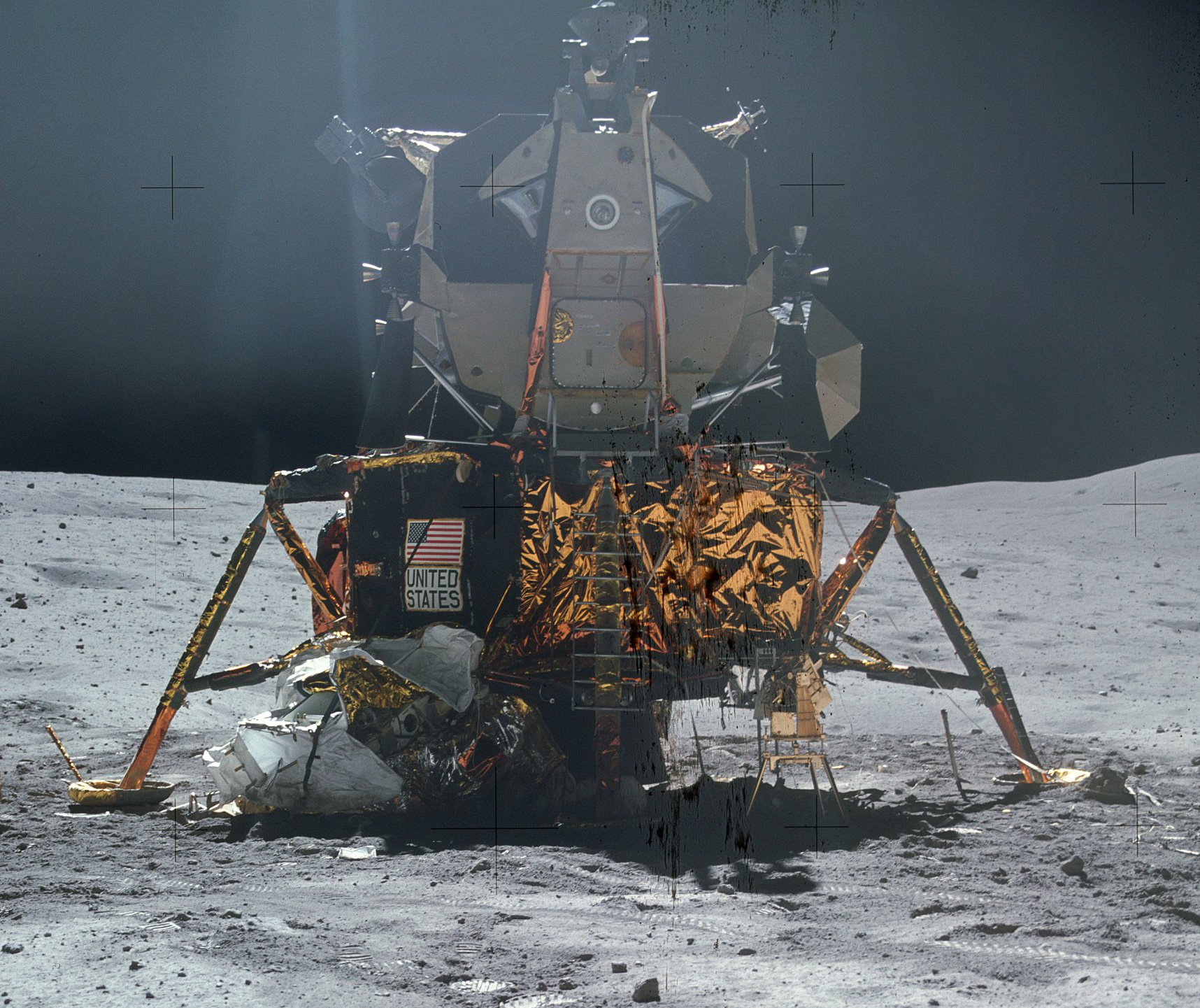
Mòdul lunar de l'Apollo 16.

Alguns llums de senyal fan servir una pintura lluminosa, que conté fòsfor que absorbeix la radiació β– emesa pel prometi 147 i emet llum. Aquest isòtop no provoca l'envelliment del fòsfor, com ho fan els emissors α, i, per tant, l'emissió de llum és estable durant uns quants anys. Originalment, s'emprà el radi 226 per a aquest propòsit, però després fou substituït pel prometi 147 i pel triti (hidrogen 3). La pintura basada en prometi es fe servir per il·luminar els interruptors elèctrics del Mòdul Lunar Apollo i es pintà panells de control al Lunar Roving Vehicle.

### Bateries atòmiques
En les bateries atòmiques, una petita font de prometi entre dues plaques de semiconductor per tal que les partícules β– emeses pel prometi 147 es converteixin en corrent elèctric. Aquestes bateries tenen una vida útil aproximada de cinc anys. La primera bateria basada en prometi es construí el 1964 i generà «uns MW de potència a partir d'un volum d'unes 2 polzades cúbiques, incloent-hi el blindatge».

### Làsers
El prometi s'empra en làsers que s'utilitzen per comunicar-se amb submarins submergits des de satèl·lits. L'espectre de fluorescència del prometi està dominat per les transicions nominals de longitud d'ona de 933 nm i de 1098 nm.

### Medicina
En medicina, la teràpia β amb prometi pot curar la radiculitis lumbosacra. El 142Pm es va utilitzar en un generador in vivo per a tomografia d'emissió de positrons preclínica (Beyer i Ruth, 2003). El prometi 149, al seu torn, com a emissor beta de mitjana energia, és un radilolantànid adequat per a la radioteràpia dirigida als receptors. Un gran avantatge del 149Pm és la seva baixa intensitat d'emissió de raigs γ (286 keV), que permet seguir en viu la dosi terapèutica.
A més, el prometi pot prevenir la pèrdua de cabell, promoure el creixement del cabell i la formació de cabell negre, així com eliminar o fins i tot prevenir la caspa.

### Altres
El prometi també es fa servir per a mesurar el gruix de materials avaluant la quantitat de radiació procedent d'una font de prometi que passa a través de la mostra. Les gruixes que s'hi mesuren estan entre 2,54 μm i 5,08 μm.
Té possibles usos futurs en fonts de raigs X portàtils. El prometi 147 té una baixa emissió γ i és una font de raigs β suaus. La irradiació d'elements pesants (cobalt, iridi, rodi, platí, níquel, or i les seves mescles) amb partícules β genera raigs X.
També el prometi pot tenir aplicacions com a fonts auxiliars de calor o d'energia per a sondes espacials i satèl·lits (tot i que el plutoni 238, emissor α, s'ha convertit en estàndard per a la majoria d'usos relacionats amb l'exploració espacial).

## Toxicologia
El prometi mal emmagatzemat esdevé un perill ambiental. L'efecte de l'ingestió de prometi ha estat àmpliament estudiat en animals, incloent rates, conills, porcs i gossos. Quan és absorbit per rates, el prometi es reté predominantment en els ossos, així com en les puntes de les vellositats de l'intestí prim distal del tracte gastrointestinal, amb la meitat de la dosi encara present una setmana després de l'administració. Experiments més recents en la pell de rates han il·lustrat les formes de penetració dels radionúclids. Per identificar la penetració dels ions {\displaystyle {\ce {Pm^{3+}}}} a la membrana cel·lular, així com la distribució extracel·lular i cel·lular del prometi, es realitzà un estudi en el múscul llis de l'aorta del conill. Es descobrí que quantitats significatives de prometi no s'acumulen dins les cèl·lules ni són excretades, sinó que la seva distribució es descriu adequadament per desorció de fibres accessibles des de la superfície. Quan la pell de porc està exposada a dosis superficials de prometi (fins a 10 krads), les partícules β no afecten la naturalesa de la dependència de la dosi dels paràmetres de les cèl·lules basals epidèrmiques. En ser absorbit pels porcs, s'ha demostrat que la major part del prometi es reté en els ossos de manera similar als resultats observats en el cas de les rates. Cinc mesos i mig després que gossos beagle estiguessin exposats a aerosols de {\displaystyle {\ce {Pm2O3}}}, es trobà prometi en els òrgans dels gossos principalment en els pulmons (44 %), així com en l'esquelet (24 %) i en el fetge (22 %).
Sorprenentment, des dels primers anys dels anys 80 s'ha descobert poc sobre l'efecte que té el prometi en els òrgans humans; no obstant això, el teixit ossi és un candidat possible. El prometi 147 es pot identificar i analitzar a l'orina i a les femtes utilitzant una tècnica simple de co-precipitació, que s'aplica principalment als excrements dels antics empleats de plantes de processament de prometi. En cas d'inhalació de pintures fosforescents que continguin prometi, la major part es diposita als pulmons, pràcticament sense ser excretada. Uns pocs dies després de la inhalació, a causa de la fagocitosi, l'activitat es manifesta com a "punts calents" en macròfags en l'epiteli bronquial i en les parets delas alvèols pulmonars, principalment a la perifèria dels lobuls pulmonars Si és ingerit, el prometi 147 passa pel tracte digestiu sense ser absorbit per les parets de l'intestí gruixut.